# Leichtathletik-Länderkämpfe mit bundesdeutscher Beteiligung 1960
| Leichtathletik-Länderkämpfe mit bundesdeutscher Beteiligung 1960       | Leichtathletik-Länderkämpfe mit bundesdeutscher Beteiligung 1960 | Leichtathletik-Länderkämpfe mit bundesdeutscher Beteiligung 1960 | Leichtathletik-Länderkämpfe mit bundesdeutscher Beteiligung 1960 |
| ---------------------------------------------------------------------- | ---------------------------------------------------------------- | ---------------------------------------------------------------- | ---------------------------------------------------------------- |
|                                                                        |                                                                  |                                                                  |                                                                  |
| 1. Länderkampf 1960, Straßenlauf (Männer): FRG – AUT – SUI / FRG – NLD |                                                                  |                                                                  |                                                                  |
| Gronau (Westfalen) 30. Mai 1960                                        | Gronau (Westfalen) 30. Mai 1960                                  | 1. FRG 2. AUT 3. SUI                                             | 4:56:31,4 h 5:17:15,4 h 5:23:49,2 h                              |
| Gronau (Westfalen) 30. Mai 1960                                        | Gronau (Westfalen) 30. Mai 1960                                  | 1. FRG 2. NLD                                                    | 4:56:31,4 h 5:03:15,2 h                                          |
| 2. Länderkampf, 1960, Männer: FRG – NLD                                |                                                                  |                                                                  |                                                                  |
| Frechen 12. Juni 1960                                                  | Frechen 12. Juni 1960                                            | 1. FRG 2. NLD                                                    | 213 P 106 P                                                      |
| 3. Länderkampf, 1960, Frauen: FRG – NLD                                |                                                                  |                                                                  |                                                                  |
| Frechen 12. Juni 1960                                                  | Frechen 12. Juni 1960                                            | 1. FRG 2. NLD                                                    | 72 P 43 P                                                        |
| 4. Länderkampf 1960, Geher (M): FRG – SUI                              |                                                                  |                                                                  |                                                                  |
| Bietigheim 26. Juni 1960                                               | Bietigheim 26. Juni 1960                                         | 1. FRG 2. SUI                                                    | 26 P 18 P                                                        |
| 5. Länderkampf 1960, Männer: FRG – SUI                                 |                                                                  |                                                                  |                                                                  |
| Freiburg 20./21. August 1960                                           | Freiburg 20./21. August 1960                                     | 1. FRG 2. SUI                                                    | 144 P 76 P                                                       |
| 6. Länderkampf 1960, Männer: POL – FRG                                 |                                                                  |                                                                  |                                                                  |
| Warschau 1./2. Oktober 1960                                            | Warschau 1./2. Oktober 1960                                      | 1. POL 2. FRG                                                    | 121 P 89 P                                                       |
| 7. Länderkampf 1960, Frauen: FRG – POL                                 |                                                                  |                                                                  |                                                                  |
| Lüneburg 2. Oktober 1960                                               | Lüneburg 2. Oktober 1960                                         | 1. POL 1. FRG                                                    | 53 P                                                             |
| 8. Länderkampf 1960, Männer: FRG – SWE                                 |                                                                  |                                                                  |                                                                  |
| Hamburg 8./9. Oktober 1960                                             | Hamburg 8./9. Oktober 1960                                       | 1. FRG 2. SWE                                                    | 124 P 87 P                                                       |
| Chronik                                                                |                                                                  |                                                                  |                                                                  |
| ← Länderkämpfe 1959                                                    | ← Länderkämpfe 1959                                              | Länderkämpfe 1961 →                                              | Länderkämpfe 1961 →                                              |

Im Jahr 1960 wurden acht Leichtathletikländerkämpfe mit bundesdeutscher Beteiligung ausgetragen. Das war eine vergleichsweise sehr geringe Anzahl an Länderkämpfen. Nach dem Zweiten Weltkrieg hatte es nur einmal weniger Vergleiche gegeben – das war 1951 mit sieben Vergleichen – und einmal war dieselbe Anzahl an Länderkämpfen durchgeführt worden – das war 1952. Ansonsten hatten jedes Jahr mit bis zu fünfzehn Ländertreffen deutlich mehr solcher Veranstaltungen auf dem Programm gestanden.
Aufgeführt sind hier die Länderkämpfe bundesdeutscher Leichtathleten. Die Sportler der DDR führten nach der deutschen Teilung im Jahr 1949 eigene Veranstaltungen durch.
Die Frauen bestritten zwei Vergleiche, die Männer sechs bzw. sieben. Von den sechs bzw. eigentlich sieben Männerbegegnungen wurden eine im Bereich Straßenlauf und eine zweite im Bereich Gehen durchgeführt. In der Veranstaltung der Straßenläufer wurde ein gemeinsames Rennen von vier Nationen auf zweifache Weise gewertet, sodass hier eigentlich zwei Begegnungen stattfanden. Damit sind für die Männer in diesem Jahr genau genommen insgesamt sieben Länderkämpfe zu zählen. Die restlichen Aufeinandertreffen der Männer fanden wie gewohnt in Form von Veranstaltungen mit einer Mischung allgemeiner leichtathletischer Disziplinen statt.

## Anzahl der Länderkämpfe im Olympiajahr
Das Jahr 1960 mit den Spielen von Rom war ein Olympiajahr. So lag der Fokus der deutschen Leichtathletik ganz besonders auf diesem Ereignis. Auszutragen waren dazu auch Ausscheidungswettkämpfe mit den Sportlern der DDR, denn die Bundesrepublik und die DDR nahmen mit einem gemeinsamen Team an diesen Olympischen Spielen teil. So wird die im Vergleich zu den Vorjahren geringe Anzahl von Länderkämpfen verständlich. Mit zwei Gold-, acht Silber- und drei Bronzemedaillen belegte Deutschland in Rom den dritten Platz in der Medaillenwertung hinter den beiden hoch dominanten Ländern USA und UdSSR.

## Bilanz
In der Saison 1960 gab es für die bundesdeutschen Männer in ihren sieben Länderkämpfen eine Niederlage. In der Begegnung mit Polen in Warschau knapp einen Monat nach den Olympischen Spielen von Rom zeigten sich die polnischen Leichtathleten deutlich überlegen und besiegten das bundesdeutsche Team. Die anderen sechs Aufeinandertreffen des Jahres 1960 wurden siegreich beendet. Die Männer hatten damit am Ende der Saison in ihren seit dem ersten Länderkampf 1921 insgesamt 162 Vergleichen 135 Siege und ein Unentschieden erzielt sowie 26 Niederlagen erlitten. Nur gegen die USA hatte Deutschland weiterhin noch keinen Erfolg vorzuweisen und war diesem Gegner beim einzigen Vergleich im Jahr 1938 unterlegen.
Die Frauen gewannen 1960 einen Länderkampf und erzielten im zweiten ein bisher für sie noch nicht dagewesenes Unentschieden. Sie besiegten die Niederlande, das Unentschieden gab es nach den Olympischen Spielen im Vergleich mit Polen. Damit hatten die deutschen Leichtathletinnen seit dem ersten Frauenländerkampf 1928 in 44 Aufeinandertreffen jetzt insgesamt 35 Siege errungen, ein Unentschieden erzielt und acht Niederlagen einstecken müssen. Eine negative Bilanz hatten sie gegenüber Großbritannien, England, der Sowjetunion und dem Britischen Empire, alle anderen Bilanzen waren positiv.
In der Gesamtsumme aller Länderkämpfe mit deutscher Beteiligung hatten Deutschlands Leichtathleten von 206 Vergleichen 170 gewonnen, 34 verloren und zwei Unentschieden erzielt. Vier der Niederlagen stammten dabei aus zweiten Plätzen in Begegnungen mit mehr als zwei Nationen: zwei aus den von Schweden siegreich gestalteten allgemeinen Vergleichen, eine aus dem von den Niederlanden gewonnenen Straßenlaufwettkampf in der Saison 1951 und zwei aus von der Schweiz siegreich gestalteten Straßenlauf-Vergleichen.

## Wertungsmodus
Die Regeln zur Punktevergabe in den Einzeldisziplinen wurden genauso wie in den Vorjahren in diesmal allen Länderkämpfen unter zwei Nationen nach dem üblichen Wertungssystem angewendet, das heißt: Platz 1: 5 P, Pl. 2: 3 P, …, Pl. 4: 1 P. In weiteren Begegnungen mussten aufgrund anderer Rahmenbedingungen – mehr als zwei Teilnehmer je Nation in der Wertung oder mehr als ein Gegnerland – andere Regeln zur Punktevergabe zur Anwendung kommen. In den Staffeln war die Standardform Platz 1: 5 P, Pl. 2: 2 P. Im Aufeinandertreffen der Männer gegen die Schweiz wurden die Punkte in den Staffeln davon abweichend mit sieben zu vier vergeben.

## Straßenlauf-Länderkampf der Männer gegen Österreich und die Schweiz sowie gegen die Niederlande
Der erste Länderkampf der neuen Saison 1960 war wieder ein Vergleich im Straßenlauf, der am 30. Mai im westfälischen Gronau stattfand. Hier gab es allerdings eine Besonderheit, indem ein gemeinsames Rennen mit den vier Nationen Niederlande, Österreich, Schweiz und Bundesrepublik Deutschland getrennt in zweifacher Form gewertet wurde.
Zur Wertung kamen:
- der achte Straßenlaufvergleich mit Österreich und der Schweiz
- der zweite Straßenlaufvergleich mit den Niederlanden.

Die Bundesrepublik Deutschland setzte sich in beiden Begegnungen durch. Gegen die Niederlande siegte das bundesdeutsche Team mit mehr als sechseinhalb Minuten Vorsprung. In der zweiten Wertung lag Österreich als Zweiter mehr als zwanzig Minuten hinter der Bundesrepublik, die Schweiz folgte weitere gut sechs Minuten zurück auf Rang drei.

## Länderkampf der Männer gegen die Niederlande
Im zweiten Länderkampf des Jahres trafen die bundesdeutschen Männer am 12. Juni in Frechen zum siebten Mal in einem Wettkampf mit dem allgemeinen leichtathletischen Programm auf die Niederlande. Alle vorangegangenen Begegnungen hatte Deutschland gewonnen. Außerdem hatte es 1951 einen Straßenlauf gegeben, in dem sich die Niederländer durchgesetzt hatten. Den zweiten Straßenlaufvergleich, der gleich zu Beginn der laufenden Saison ausgetragen worden war, hatte die Bundesrepublik Deutschland für sich entschieden. Darüber hinaus waren 1957 und im vergangenen Jahr zwei Sechsländerkämpfe ausgetragen worden, an denen unter anderem die Bundesrepublik Deutschland und die Niederlande beteiligt waren und die die Bundesrepublik beide gewonnen hatte. Wie schon in den Treffen zuvor wurde die Begegnung auch diesmal mit jeweils drei Athleten pro Disziplin und Land durchgeführt. In der Endabrechnung lag die Bundesrepublik Deutschland mit 213 zu 106 Punkten wieder klar vorn. Gemeinsam mit den Männern trugen auch die Frauen einen Länderkampf mit den Niederlanden aus.

## Länderkampf der Frauen gegen die Niederlande
Gleichzeitig mit den Männern in Frechen trugen die bundesdeutschen Frauen am 12. Juni einen eigenen Länderkampf mit den Leichtathletinnen aus den Niederlanden aus. Auch sie setzten sich in ihrem nun zehnten Treffen mit diesem Gegner zum zehnten Mal klar durch und gewannen mit 72 zu 43 Punkten.

## Geher-Länderkampf der Männer gegen die Schweiz
In der süddeutschen Stadt Bietigheim kam es am 27. Juni zum fünften Vergleich der Geher zwischen Deutschland und der Schweiz. Zum ersten Mal konnten sich die bundesdeutschen Leichtathleten in der Gesamtwertung aus den beiden Wettkämpfen über 20 und 35 Kilometer durchsetzen und gewannen mit 26 zu achtzehn Punkten.

## Länderkampf der Männer gegen die Schweiz
Der fünfte Vergleich der Saison fand am 20./21. August statt. In Freiburg im Breisgau gab es nach dem Vergleich der Geher am 27. Juni in Bietigheim nun auch einen weiteren Länderkampf mit dem allgemeinen leichtathletischen Programm gegen die Schweizer Männer, es war ohne Zählung der Geher- und Straßenlauf-Begegnungen das 25. Aufeinandertreffen der beiden Länder. In fast all diesen traditionellen Treffen der beiden Nationen hatte Deutschland gesiegt, nur 1955 hatten die Schweizer Sportler vorne gelegen, als die Bundesrepublik gleichzeitig noch zwei weitere Vergleiche mit den Niederlanden und mit Dänemark durchgeführt und damit drei verschiedene Teams zu stellen hatte. Diesmal entschieden die bundesdeutschen Athleten die Begegnung mit 144 zu 76 Punkten wieder sehr deutlich für sich.

## Länderkampf der Männer gegen Polen
Im sechsten Vergleich, dem ersten nach den Olympischen Spielen in Rom, maßen sich die bundesdeutschen Männer wieder mit den starken Polen. Zuvor hatte es immer knappe Resultate in diesen Auseinandersetzungen gegeben. Am 1./2. Oktober trafen sich die Sportler der beiden Nationen zum sechsten Mal, diesmal in der polnischen Hauptstadt Warschau. Drei Mal hatte Deutschland gewonnen, einmal Polen und beim Länderkampf im vorletzten Jahr hatte es in Warschau ein Unentschieden gegeben, das einzige in allen deutschen Männervergleichen überhaupt. Diesmal siegten die Polen ziemlich deutlich mit 111 zu 89 Punkten. Auch die Frauen trugen an diesem Wochenende einen Länderkampf mit Polen aus, der allerdings nicht in Warschau stattfand.

## Länderkampf der Frauen gegen Polen
Parallel mit den Männern führten die Frauen am 2. Oktober in Lüneburg ihren nun dritten Länderkampf gegen Polen durch. Der letzte lag allerdings schon lange zurück, er hatte 1935 stattgefunden. Auch die polnische Frauenleichtathletik hatte sich in den letzten Jahren deutlich verbessert und so kam es mit einem Unentschieden von 53 zu 53 Punkten zum knappst möglichen Ausgang einer solchen Begegnung.

## Länderkampf der Männer gegen Schweden
Den achten und letzten Länderkampf des Jahres bestritten die bundesdeutschen Männer gegen Schweden. Es war das neunte Aufeinandertreffen der beiden Länder in einem Wettkampf mit dem allgemeinen leichtathletischen Programm, die bisherige Bilanz lautete vier zu vier. Der Länderkampf wurde am 8./9. Oktober in Hamburg ausgetragen. Die bundesdeutschen Leichtathleten kamen mit 124 zu 87 Punkten zu ihrem fünften Sieg gegen Schweden und gestalteten die Bilanz damit zum ersten Mal positiv.